# Abudefduf
Abudefduf – rodzaj niedużych, morskich ryb okoniokształtnych z rodziny garbikowatych. Niektóre gatunki hodowane w akwariach morskich.
Występowanie : wody przybrzeżne, rafy koralowe mórz tropikalnych, Ocean Indyjski i Ocean Spokojny.

## Klasyfikacja
Gatunki zaliczane do tego rodzaju:
| - Abudefduf abdominalis - Abudefduf bengalensis - Abudefduf concolor - Abudefduf conformis - Abudefduf declivifrons - Abudefduf hoefleri – garbik Hoeflera - Abudefduf lorenzi - Abudefduf luridus - Abudefduf margariteus - Abudefduf natalensis | - Abudefduf notatus - Abudefduf saxatilis – garbik pasiasty - Abudefduf septemfasciatus - Abudefduf sexfasciatus - Abudefduf sordidus - Abudefduf sparoides - Abudefduf taurus - Abudefduf troschelii - Abudefduf vaigiensis - Abudefduf whitleyi |

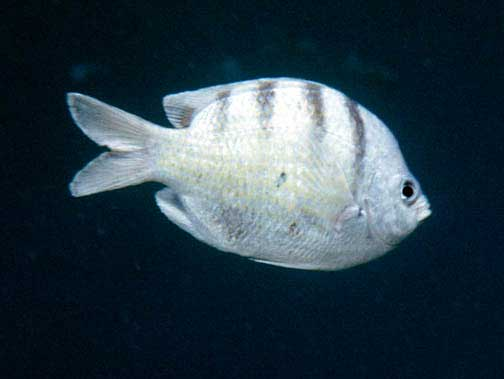
Abudefduf abdominalis
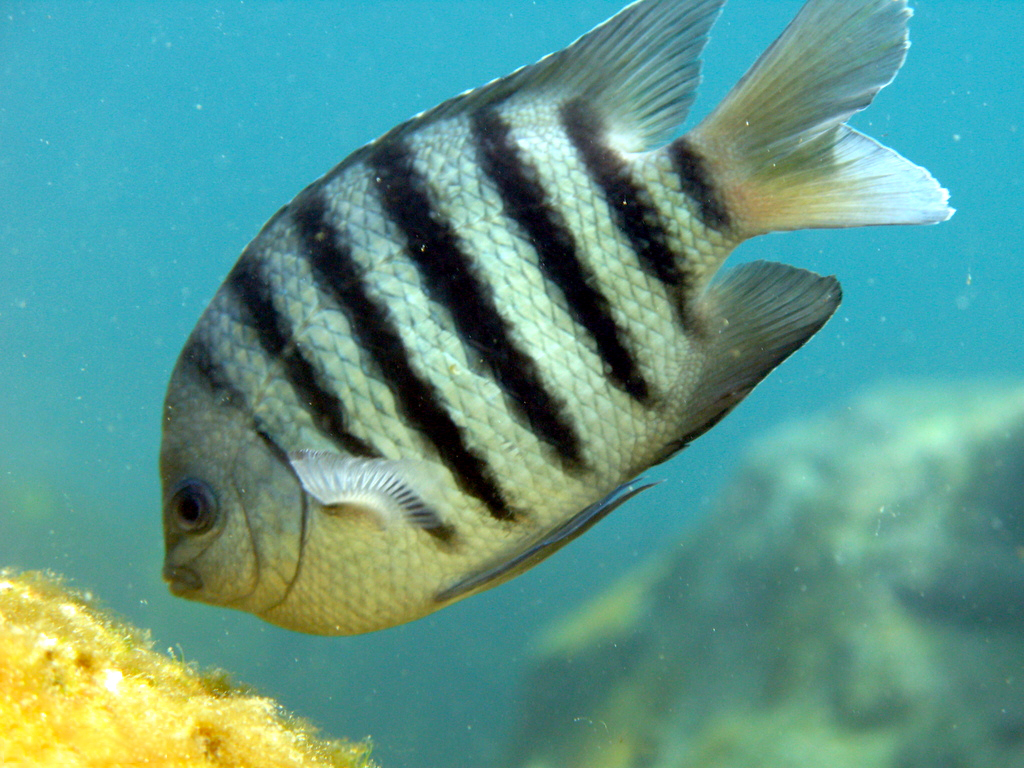
Abudefduf bengalensis
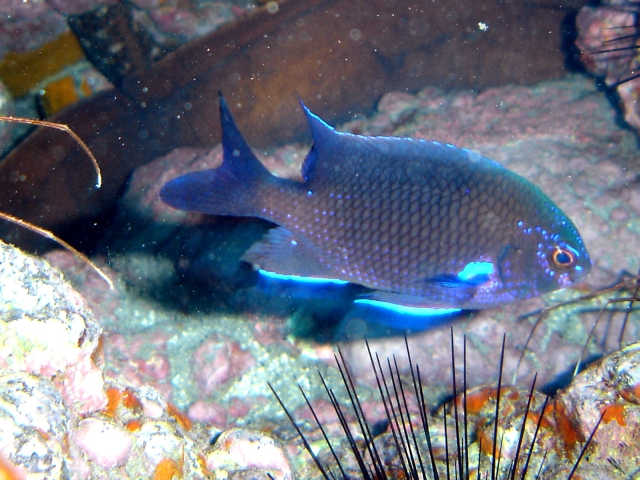
Abudefduf luridus
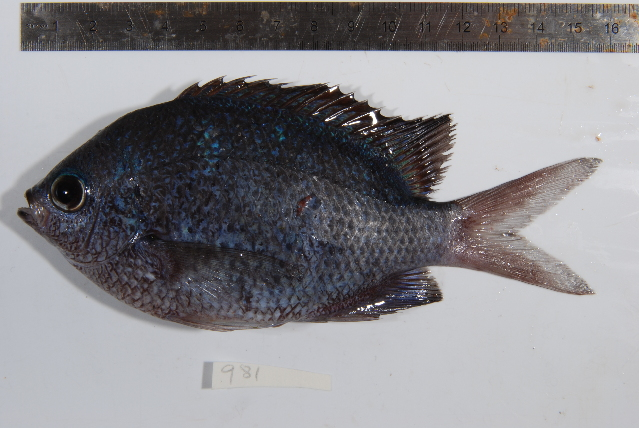
Abudefduf margariteus
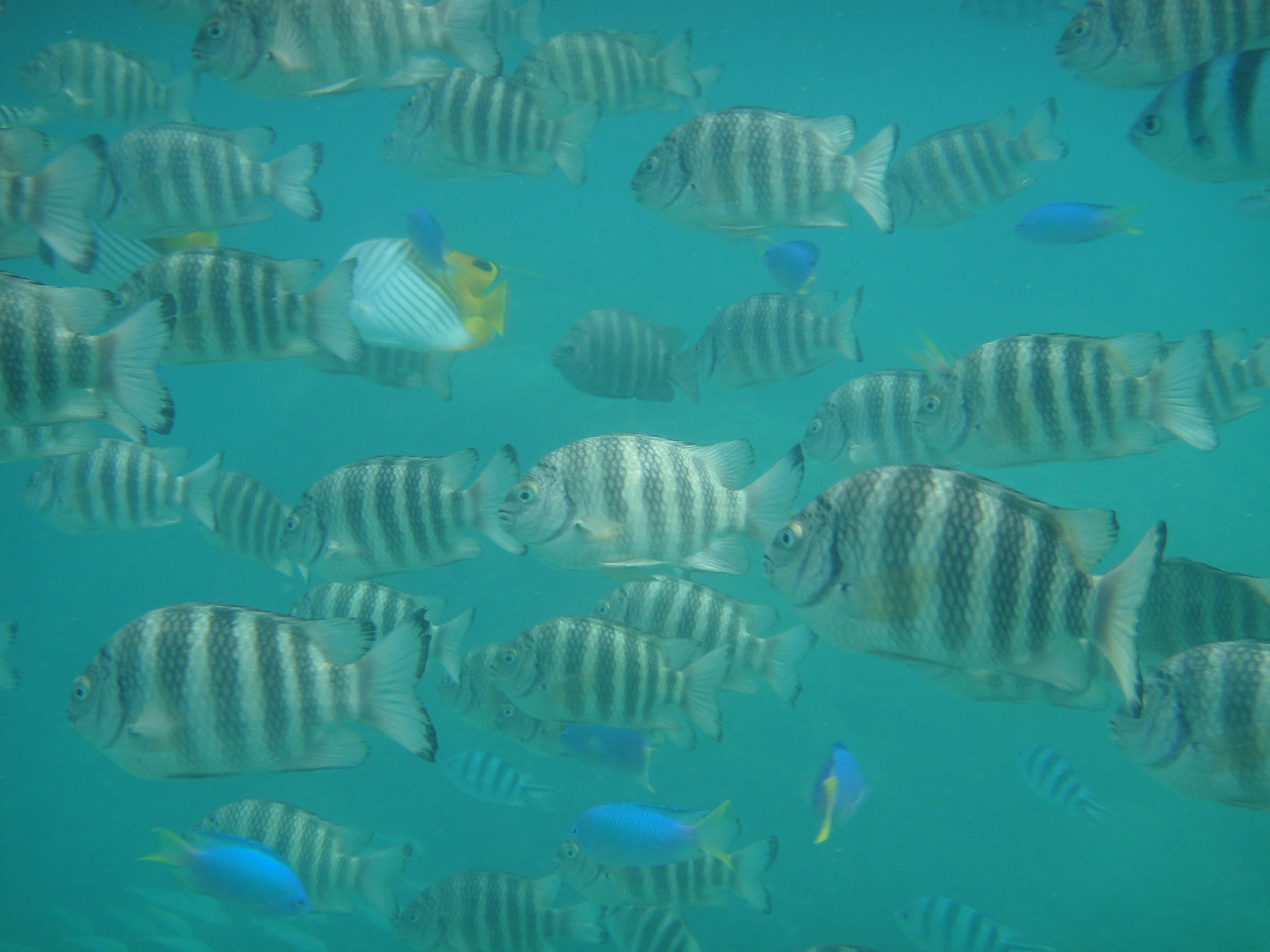
Abudefduf septemfasciatus
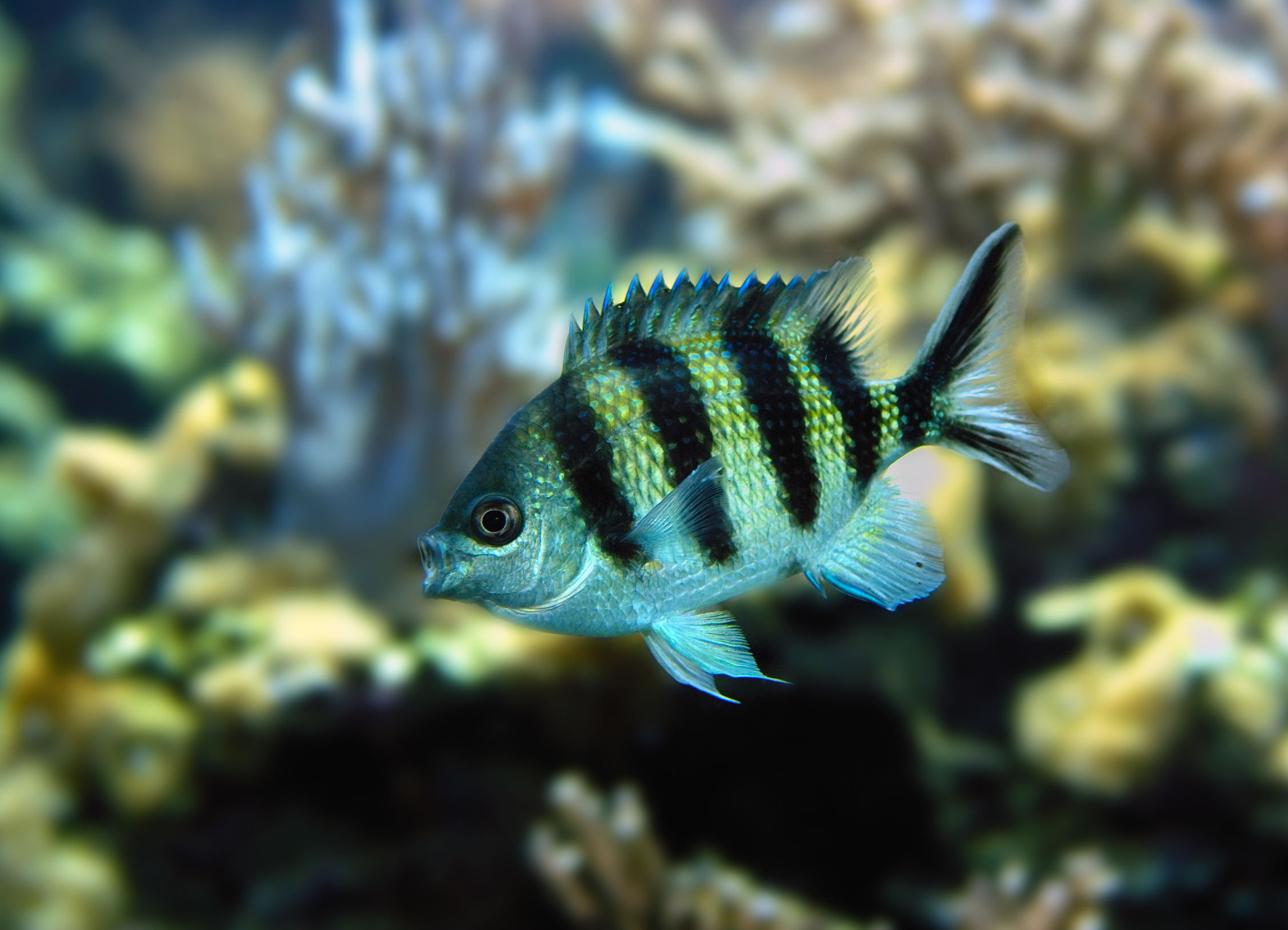
Abudefduf sexfasciatus
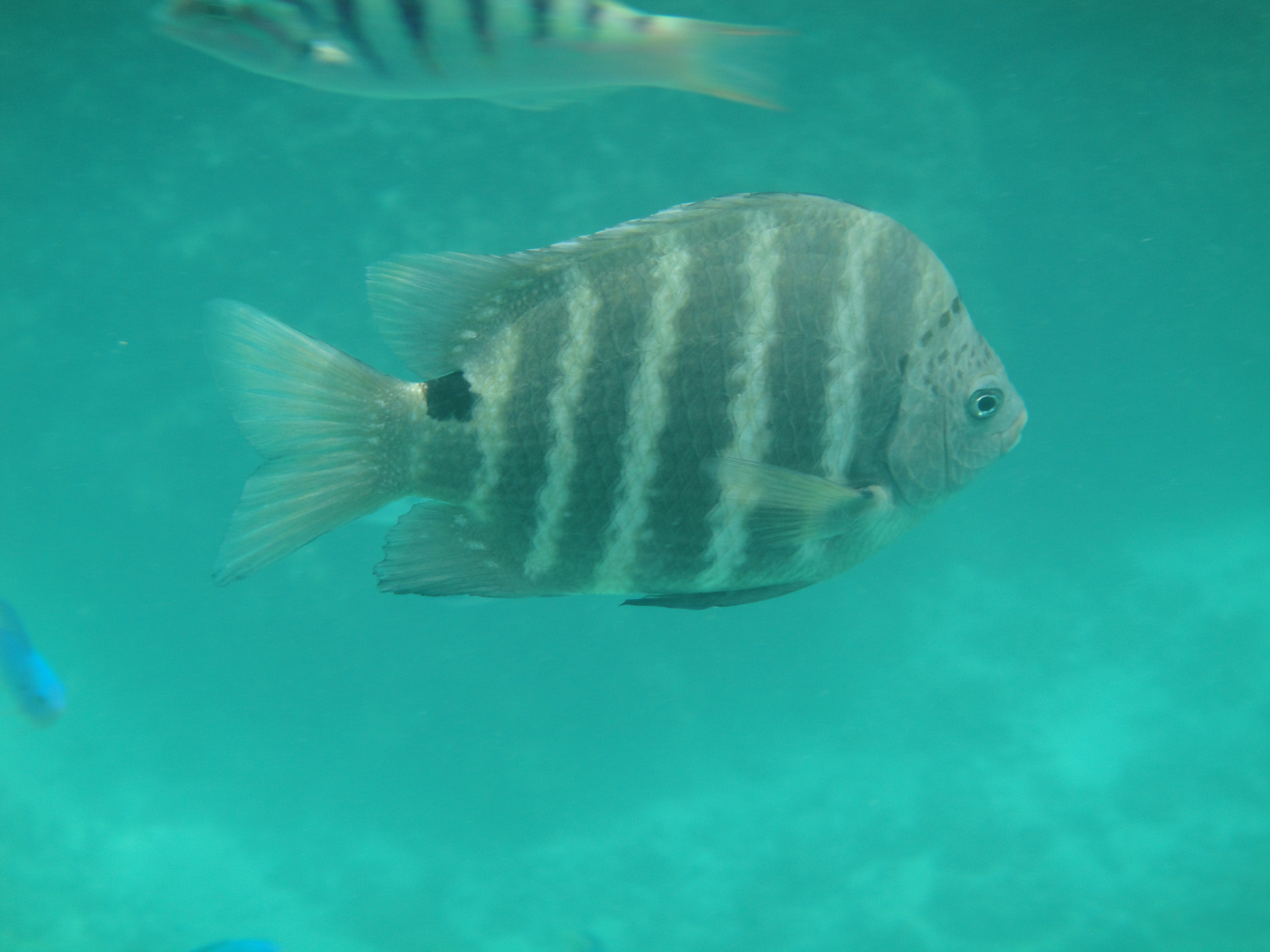
Abudefduf sordidus
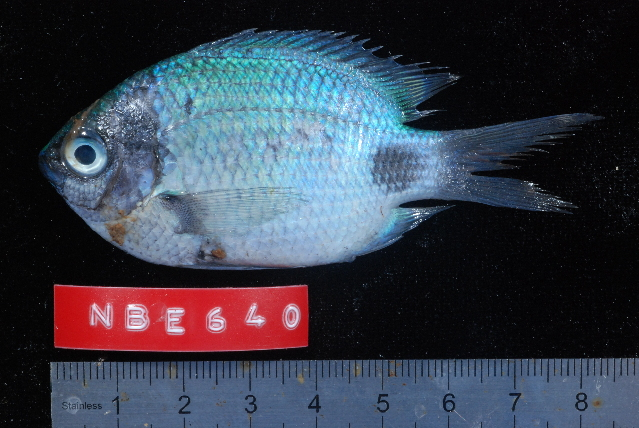
Abudefduf sparoides
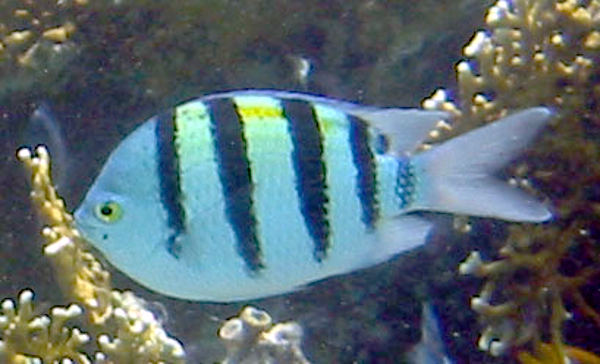
Abudefduf vaigiensis